# Albano Harguindeguy
Albano Eduardo Harguindeguy (Villa Valeria, 11 de febrero de 1927-Los Polvorines, 29 de octubre de 2012) fue un oficial del Ejército Argentino que alcanzó la jerarquía de general de división. Ejerció el cargo de ministro del Interior de Argentina durante la dictadura autoproclamada «Proceso de Reorganización Nacional» (1976-1983). Al momento de su deceso, se encontraba procesado por crímenes de lesa humanidad. Fue uno de los beneficiados por los indultos realizados por Carlos Menem en 1989.

## Familia
Estaba casado con Juana Regina Villafañe, con quien tuvo sus cinco hijos: Patricia, Cecilia, Guillermo, Eduardo y Mariana.

## Carrera
Luego de cursar el Liceo Militar «General San Martín» —donde fue compañero de promoción de Leopoldo Fortunato Galtieri, Jorge Isaac Anaya y Raúl Alfonsín—, ingresó al Colegio Militar de la Nación como cadete el 1 de febrero de 1943. A fines de 1945, egresó como subteniente del arma de caballería. En 1954, siendo capitán, terminó el curso de oficial de Estado Mayor en la Escuela Superior de Guerra y se desempeñó como jefe del Escuadrón de Caballería del Colegio Militar. Fue subjefe del Regimiento de Granaderos a Caballo en 1958.
En junio de 1972, siendo general de brigada, fue nombrado comandante interino de la I Brigada de Caballería Blindada y dos años más tarde fue confirmado como titular de la misma unidad. En agosto de 1974, fue nombrado segundo comandante y jefe del Estado Mayor del I Cuerpo de Ejército.
Fue designado jefe de la Policía Federal Argentina el 30 de enero de 1975 por la presidenta María Estela Martínez de Perón. Un año y casi dos meses después, fue partícipe del derrocamiento de la mandataria. El dictador Videla lo nombró ministro del Interior. Tras asumir como ministro del Interior, Albano Harguindeguy dejó el cargo de jefe de la Policía Federal Argentina, el cual asumió el entonces general de brigada Cesario Cardozo el 31 de marzo de 1976.
Bajo la órbita del Ministerio del Interior funcionaba la Policía Federal, la cual operó los centros clandestinos de detención conocidos como «El Club Atlético», el Garaje Azopardo, «El Olimpo» (en la División Automotores) y la Superintendencia de Seguridad Federal. Asimismo, funcionaban las delegaciones de la fuerza policial en diversas ciudades del país.
Estuvo a cargo interinamente del Ministerio de Planeamiento a partir del 6 de noviembre de 1978, tras la renuncia de Laidlaw. Dicho ministerio sería disuelto y sustituido por una secretaría el 14 de diciembre del mismo año.
Cuando Jorge Rafael Videla estaba por dejar el poder, Harguindeguy aspiró a ser presidente de facto. Para ello, contaba con el apoyo de la Armada Argentina. Sin embargo, el elegido fue el teniente general Roberto Eduardo Viola.

## Crímenes de lesa humanidad
Durante el Proceso de Reorganización nacional, tuvo participación en presuntos delitos de lesa humanidad y reconoció influencia de los métodos de tortura iniciados por los franceses en la guerra de Independencia de Argelia, y el entrenamiento y el adoctrinamiento adquiridos en ese sentido en la Escuela de las Américas de Panamá.

### Primer juicio
Durante la presidencia de Raúl Alfonsín, Harguindeguy fue juzgado por el decreto 2840 donde se puso disposición del Poder Ejecutivo a los empresarios Federico y Miguel Gutheim, quienes permanecieron encarcelados hasta abril de 1977, un hecho considerado luego como un secuestro debido a que buscó presionarlos para que su empresa algodonera realizara un contrato de exportación con Hong Kong.
Harguindeguy se encontraba procesado con prisión preventiva confirmada por la Cámara Federal por este hecho, pero se vio beneficiado por el indulto del Presidente Carlos Menem en 1989, junto con otros militares que participaron en la represión entre 1976 y 1983.

### Segundo juicio
Una vez anulados los indultos, fue otra vez procesado por diversos crímenes, entre los cuales se incluía haber ordenado asesinar a los Sacerdotes del Tercer Mundo, a raíz de la cual fue muerto, entre otros, el obispo Enrique Angelelli,  por asociación ilícita, por ser autor mediato de la muerte de Norma González, Sixto Zalasar, Julio Solaga y Oscar de Zorzi, por veinticinco privaciones ilegales de la libertad, tormentos y allanamientos ilegales en Concordia, Gualeguaychú, Concepción del Uruguay. En 2004 se negó a declarar ante un juez de instrucción por detenciones ilegales y asesinatos en la Operación Cóndor, y fue puesto bajo arresto domiciliario.
En 2006, otro juez revocó el indulto a Harguindeguy, junto con Videla y el exministro de Economía José Alfredo Martínez de Hoz. Se le impuso prisión preventiva domiciliaria, fue procesado y se esperaba una sentencia para fines de 2012 o principios del año siguiente.

## Deceso
Albano Harguindeguy murió en su quinta de Los Polvorines el 29 de octubre de 2012, a los 85 años de edad. Al momento de su muerte, no se había dictado sentencia alguna en su contra, estando procesado y con prisión preventiva domiciliaria por crímenes de lesa humanidad desde hacía más de cinco años.